# Augustin Zubac (stariji)
Augustin Zubac (Paoča, 1842. – ?, 5. studenog 1907.) bio je hercegovački franjevac i provincijal Hercegovačke franjevačke provincije.
Obnašao je razne dužnosti; između ostaloga: župni vikar, župnik, provincjala te generalnog definitora franjevačkog reda u Rimu. Dok je služio kao generalni definitor uputio je zamolbu generalu Reda da se hercegovačka kustodija uzdigne na čast provincije. Umro je 1907. te je pokopan na mostarskom groblju Šoinovac.